# Аарон Чехановер
Аарон Чехановер (івр. אהרן צ'חנובר; нар. 1 жовтня 1947, Хайфа, Підмандатна Палестина) — ізраїльський біохімік, найбільш відомий за відкриття, разом з Авраамом Гершко та Ірвіном Роузом, убіквітин-залежного протеолізу, за що ці вчені отримали Нобелівську премію з хімії 2004 року. Іноземний член Національної академії наук України

## Біографія і наукова робота
Батьки Чехановера переїхали до Палестини з Польщі ще до Другої світової війни. Аарон народився 1 жовтня 1947 року в Хайфі. Він закінчив в 1971 році Єрусалимський єврейський університет з дипломом бакалавра, в 1974 році в лікарні Хадасса цього ж університету здобув медичну освіту. Захистив дисертацію з біохімії в 1982 році в Ізраїльському інституті технології (Техніоні) в Хайфі, де й продовжує працювати.
З 1976 року працював під керівництвом Авраама Гершко над проблемою лізосом-незалежного внутріклітинного протеолізу, використовуючи як модель ретикулоцити, клітини-попередники еритроцитів, в яких відсутні лізосоми. Дослідження привели до відкриття убіквітин-залежного протеолізу, тобто ролі убіквітину в клітинній системі деградації білків в протеосомах.

## Основні публікації
- Ciechanover, A., Hod, Y. and Hershko, A. (1978). A Heat-stable Polypeptide Component of an ATP-dependent Proteolytic System from Reticulocytes. Biochem. Biophys. Res. Commun. 81, 1100—1105.
- Ciechanover, A., Heller, H., Elias, S., Haas, A.L. and Hershko, A. (1980). ATP-dependent Conjugation of Reticulocyte Proteins with the Polypeptide Required for Protein Degradation. Proc. Natl. Acad. Sci. USA 77, 1365—1368.
- Hershko, A. and Ciechanover, A. (1982). Mechanisms of intracellular protein breakdown. Annu. Rev. Biochem. 51, 335—364.